# Văleni (gmina Movilița)
Văleni – wieś w Rumunii, w okręgu Vrancea, w gminie Movilița. W 2011 roku liczyła 236
mieszkańców